# نيلدو بيترولينا
نيلدو بيترولينا (1 مايو 1986 ببيرنامبوكو في البرازيل - ) هو لاعب كرة قدم برازيلي في مركز الوسط لعب سابقاً في نادي التعاون . لعب مع نادي أروكا ونادي بيرا مار ونادي فيديوتون وديسبورتيفو تروفينسي وSalgueiro Atlético Clube ‏ وPetrolina Social Futebol Clube ‏.

## روابط خارجية
- نيلدو بيترولينا على موقع قاعدة بيانات كرة القدم.إي يو (الإنجليزية)
- نيلدو بيترولينا على موقع Soccerway.com (الإنجليزية)
- نيلدو بيترولينا على موقع AS.com (الإسبانية)